# Adele Diederich
Adele Diederich (* 1955) ist eine deutsche Psychologin.

## Leben
Diederich absolvierte ihr Studium an den Universitäten Regensburg und Oldenburg, wo sie 1985 ihr Diplom in Psychologie erwarb. 1991 promovierte sie an der Universität Hamburg und 1996 habilitierte sie an der Universität Oldenburg.
Von 1986 bis 1988 war sie als wissenschaftliche Mitarbeiterin an der Universität Hamburg und von 1989 bis 1991 an der Purdue University tätig. Von 1992 bis 1994 war sie Postdoktorandin an der Universität Oldenburg, wo sie von 1997 bis 1998 den Lehrstuhl für Allgemeine Psychologie vertrat. Seit 2002 ist sie Professorin an der School of Humanities and Social Sciences der Jacobs University in Bremen.
Von 2003 bis 2004 war sie Präsidentin der Society for Mathematical Psychology. Seit 2012 ist Diederich berufenes Mitglied der Arbeitsgruppe Priorisierung im Gesundheitssystem der Bundesärztekammer. Sie ist Herausgeberin des Journal of Mathematical Psychology.

## Forschungsschwerpunkte
Diederichs Schwerpunkt liegt in der mathematischen Modellierung kognitiver Prozesse (vorrangig bei der Entscheidungsfindung sowie in der Wahrnehmung) und der experimentellen Überprüfung dieser Modelle. Außerdem erforscht sie Kriterien und Präferenzen in der Priorisierung medizinischer Leistungen.

## Publikationen (Auswahl)
- Adele Diederich, Marc Wyszynski und Stefan Traub: Need, Frames, and Time Constraints in Risky Decision-Making. In: Theory and Decision. 2020, ISSN 0040-5833 (englisch).
- Adele Diederich, Jeanette Winkelhage und Norman Wirsik: Age as a Criterion for Setting Priorities in Health Care? A Survey of the German Public View. In: PLoS ONE. Band 6, Nr. 8, 2011, ISSN 1932-6203 (englisch).
- Adele Diederich und Jerome Busemeyer: Simple Matrix Methods for Analyzing Diffusion Models of Choice Probability, Choice Response Time and Simple Response Time. In: Journal of Mathematical Psychology. Band 47, Nr. 3, 2003, ISSN 0022-2496, S. 304–322 (englisch).